# Alqāşābād
Alqāşābād (persiska: القاس آباد, Alqāsābād, القاص آباد) är en ort i Iran.   Den ligger i provinsen Lorestan, i den västra delen av landet, 400 km sydväst om huvudstaden Teheran. Alqāşābād ligger 1 569 meter över havet och antalet invånare är 252.
Terrängen runt Alqāşābād är varierad.Runt Alqāşābād är det ganska tätbefolkat, med 72 invånare per kvadratkilometer. Närmaste större samhälle är Aleshtar, 4,3 km norr om Alqāşābād. Omgivningarna runt Alqāşābād är i huvudsak ett öppet busklandskap.